# Sayed Abu al-Dahab
Sayed Abdel Alim Abu al-Dahab (in arabo سيد عبد العليم أبو الدهب‎?; 2 marzo 1951) è un ex cestista egiziano.

## Carriera
Con l'Egitto ha disputato i Giochi olimpici di Montréal 1976.